# Сакеллариос, Георгиос Константинос
Георгиос Константинос Сакеллариос (греч. Γεωργιος Κωνστχαντινος Σακελλαριος; 1765, Козани — 1838, там же) — новогреческий медик и поэт.
Изучал медицину в Бухаресте и Вене, в Вене же сблизился с Ригасом Фереосом, одним из лидеров греческой национально-освободительной публицистики. По возвращении в Македонию работал врачом, в том числе некоторое время придворным врачом Али-паши Тепелинского. Опубликовал в Вене несколько книг, в том числе сборник стихотворений (греч. Ποιημάτια; 1817) и сочинения «Άρχαιολογία τών Έλλήνων» (1789) и «Περιήγησις του νέου Αναχάρσιδος εις την Ελλάδα» (1797).